# Ladislav Hosák
Ladislav Hosák (5. června 1898 Újezd u Brna – 3. listopadu 1972 Brno) byl český historik a vysokoškolský pedagog.

## Život
Ladislav Hosák po absolvování gymnázia ve Strážnici nastoupil v roce 1923 na Filosofickou fakultu University Karlovy ke studiu dějepisu a zeměpisu. Poté přestoupil na nově zřízenou Filozofickou fakultu Masarykovy univerzity v Brně. Po absolvování studií učil nejprve na gymnáziích v Příboře, Břeclavi a konečně od roku 1930 v Brně. V roce 1946 nastoupil na Pedagogickou fakultu University Palackého v Olomouci, kde v roce 1949 získal habilitaci a v roce 1963 byl jmenován profesorem československých dějin a historické vlastivědy. To bylo možné v uvolněnější atmosféře 60. let, nicméně na jmenování profesorem čekal Hosák poměrně dlouho, a dva měsíce před udělením profesury požádal o odchod do důchodu.
Svými analytickými studiemi, jichž publikoval velké množství, zejména v regionálních periodikách, položil základy moravskému historickému místopisu. Zabýval se svobodnými dvory a genealogií, z regionů se věnoval nejprve Hustopečsku, ale postupně pokryl téměř celé území Moravy. Své místopisné bádání shrnul v monumentálním Historickém místopisu země Moravskoslezské, kterým navázal na syntetické práce Řehoře Volného. V druhém období své dějepisné činnosti se soustředil na moravskou středověkou kolonizaci, vznik měst, zdokonalování hospodaření (zejména vinařství), otázku zaniklých osad i některé dílčí otázky husitství. Zabýval se také toponomastikou, lidovým odporem proti pruské okupaci za slezských válek a novými typy pramenů k dějinám moravského feudalismu. Spojením regionálně zaměřeného bádání s působením na univerzitě, kde vychoval řadu svých následovníků, postavil vlastivědu na kvalitativně novou úroveň.

## Přehled díla
- Historický místopis země Moravskoslezské. 9 sv. Praha 1933-1938.
- Dějiny Hustopečska do poloviny 14. století. Příspěvek k starším dějinám Moravy. Praha 1948.
- Historický místopis střední a severní Moravy. Okres olomoucký. Okres prostějovský. Olomouc 1959.
- Přehled historického místopisu Moravy a Slezska v období feudalismu do roku 1848. Ostrava 1967.
- Středověká kolonizace Dyjskosvrateckého úvalu. Praha 1967.
- Místní jména na Moravě a ve Slezsku I–II. Praha 1970-80.

Je autorem celé řady dílčích studií k regionálním dějinám Moravy, jimž věnoval i některé své metodologické příspěvky:
- [společně s Dimitrem Krandžalovem, František Kutnarem a Josefem Polišenským]. O nové pojetí historické vlastivědy. In: Časopis Společnosti přátel starožitností 61 (1953), 65-72.